# Crumbl Cookies

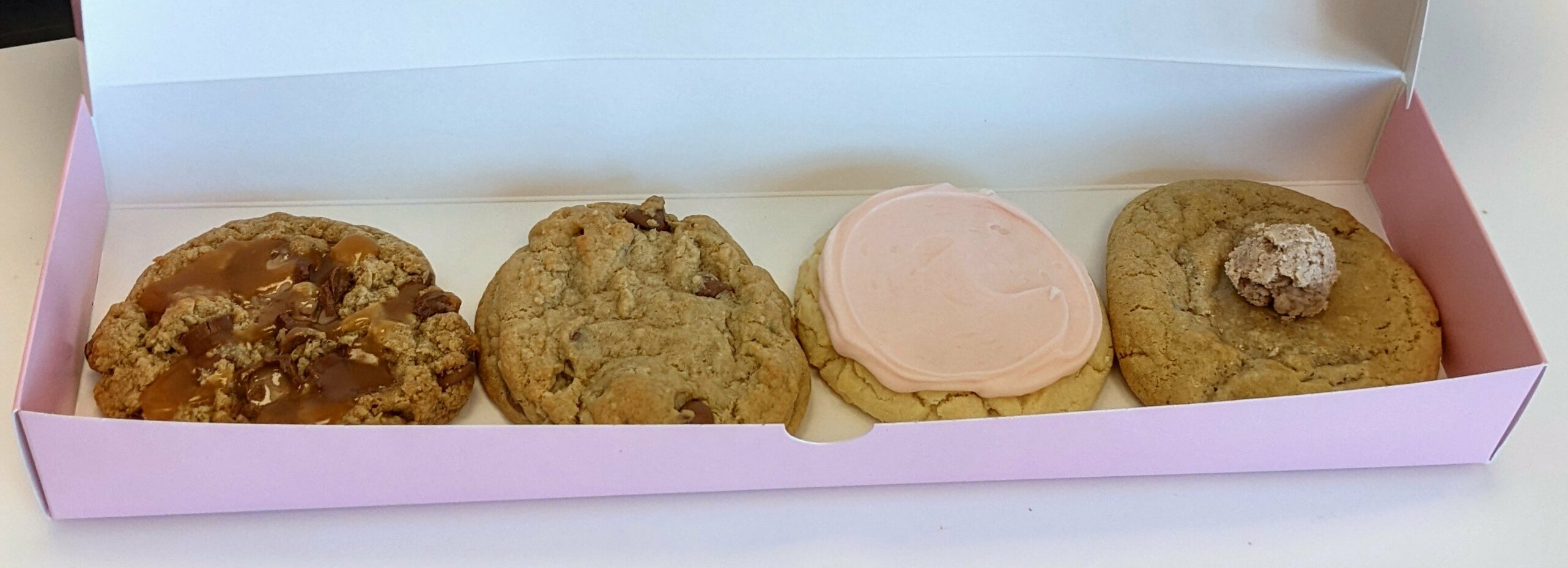
Вигляд печива в коробці

Crumbl Cookies (брендована як crumbl) — це франшиза пекарень у Сполучених Штатах і Канаді, яка спеціалізується на печиві. Пекарня була заснована у 2017 році у штаті Юта. Станом на серпень 2024 року, компанія налічує 862 пекарні на території США.  Мережа часто згадується у соціальних мережах, чим The New York Times пояснює успіх цього бізнесу.    

## Історія та діяльність пекарні
Пекарня Crumbl була заснована двоюрідними братами Сойєром Хемслі та Джейсоном Макгоуеном у 2017 році, коли Хемслі навчався в Університеті штату Юта в місті Логан, штат Юта .     Двоюрідні брати вирішили застосувати метод A/B тестування, щоб розробити рецепт печива з молочним шоколадом.   
У 2022 році пекарня Crumbl подала позов до суду на пекарні Crave Cookies та Dirty Dough, дві партнерські компанії-виробники печива, в районному суді округу Юта, стверджуючи, що обвинувачені мали «унікальні зв’язки» з Crumble і мали «надзвичайно схожі... маркетинг і бізнес-модель».  
21 грудня 2023 року Crumbl придбала компанію з виробництва пирогів у Плезант-Гроув, штат Юта, під назвою Crust Club, яка була заснована в 2016 році партнерами Тайлером і Валері Кукахіко.   Прес-секретар Crumbl Cookies Бет Баті сказала, що концепція Crust Club  імпонувала засновникам Crumbl Джейсоном Макгоуеном і Сойєром Хемслі.

## Просування в соціальних мережах
Компанія використовує соціальні мережі для просування своєї продукції. Багато користувачів соціальних мереж залишають свої відгуки, які не завжди є позитивними. Проте, на думку The New York Times , це позитивно впливає на продажі, адже користувачі сперечаються, чи дійсно продукція Crumbl Cookies смачна, тим самим підвищуючи впізнаваність бренду. 
У серпні 2021 року Mashed.com зазначив, що Crumbl отримав негативні відгуки користувачів TikTok щодо якості печива, які клієнти отримували через сервіси доставки. У статті згадувалось чотири відео з печивом нетоварного вигляду. Один з таких відгуків зібрав понад 400 000 лайків протягом 21 години. 
Емілі Сміт спробувала шість видів печива Crumbl Cookie та залишила такий відгук: «Ціна обгрунтована, враховуючи, що це дуже велике та смачне печиво. Уся продукція виглядала дуже смачною і візуально привабливою. Якщо ви любите солодощі, я рекомендую спробувати Crumbl хоча б раз». 

## Розвиток компанії
Компанія швидко відкрила мережу франшиз , що пояснюється її популярністю в соціальних мережах.    Кількість підписників компанії в соціальній мережі TikTok досягла 1,6 мільйона протягом шести тижнів у лютому 2021 року   і станом на  2024  , їхня аудиторія сягає 14 мільйонів підписників у TikTok та Instagram. 
Під час пандемії COVID-19 до серпня 2020 року Crumbl Cookies розширилися до 100 локацій, а до липня 2021 року – до 149 локацій у Сполучених Штатах.   До кінця 2021 року компанія відкрила понад 300 магазинів у країні , а до липня 2022 року – до понад 400 локацій у 45 штатах.  У 2023 році франшиза розширилася до Канади, відкривши 4 локації: дві в Альберті   і по одній у Саскатуні, Саскачеван , Міссісога та Онтаріо .  До червня 2024 року компанія налічувала понад 1000 локацій у всіх 50 штатах.  У жовтні 2024 року компанія оголосила про свої плани відкриття нових закладів в Австралії.

## Порушення законодавства про працю
У грудні 2022 року Міністерство праці США оштрафувало 11 локацій Crumbl Cookie у шести штатах США  за порушення законодавства про дитячу працю, що вплинуло на 46 неповнолітніх працівників.   Порушення включали призначення неповнолітніх працівників на зміни, які перевищували дозволені години, а також на виконання завдань із «потенційно небезпечним обладнанням».  Материнська компанія оприлюднила заяву з вибаченнями,підтвердивши відданість «безпечному та привітному робочому середовищу». Crumbl повідомила Axios, що вони були «глибоко розчаровані», дізнавшись про порушення.  Франшизи Crumbl були оштрафовані на 57 854 доларів за ці порушення. 